# Чина посевная
Чи́на посевна́я (лат. Lathyrus sativus) — вид многолетних травянистых растений рода Чина (Lathyrus) семейства Бобовые (Fabaceae). Ценное кормовое и пищевое растение.

## Ботаническое описание
Растение кустовидной формы высотой 30—100, реже — 120 см.
Корневая система стержневая, корень сильно ветвится (в основном в верхней части), глубоко проникает в почву, иногда на 170—200 см.
Стебель голый, трёхгранный, полегающий, у основания делится на несколько ветвей.
Листья однопарноперистые, продолговато-ланцетовидной либо ланцетной формы, достигают 60—80 мм в длине и 8—10 мм в ширине, заканчиваются усиком. Прилистники небольшие, полустреловидные.
В небольшой пазухе листьев на цветоножках находятся по одному или по два цветка 13—22 мм длиной. Венчик может быть белого, синего, реже — розового или малинового цветов.
Плод — двукрылый боб, овальный, сплюснутый, обычно с 2—5 семенами.
Масса 1000 семян составляет: у мелкосемянных сортов — 50—120 граммов, у крупносемянных — 250—600 г.

## Химический состав
Химический состав чины посевной характеризуется высоким (29,5—32,5 %) содержанием белка. По этому показателю она превосходит такие культуры, как ячмень, овёс, горох, чечевица, кукуруза и др. Также содержит крахмал (38—42,5 %), масла (0,61—0,68 %), клетчатку (3,9—5,8 %), золу (2,7—3,4 %), калий (0,2—0,3 %), фосфор (0,4—0,5 %). Содержит незаменимые аминокислоты (далее — количество граммов на один килограмм зерна): лейцин — 31,6; аргинин — 22,7; лизин — 17,2; валин — 12,6; треонин — 11,8; фенилаланин — 10; глицин — 8,2; гистидин — 6,3; метионин — 4,3; триптофан — 2,9; цистин — 2,6. Содержит также стигмастерин, моно- и олигосахариды, изофлавоновые гликозиды (оробозид и другие).
Богата витаминами: токоферолы (витамин E) — 51,4 мг на килограмм зерна, никотиновая кислота (витамин PP и витамин B3) — 30,0 мг , пантотеновая кислота (витамин B5) — 13,0 мг, тиамин (витамин B1) — 7,2 мг, рибофлавин (витамин B2) — 2,0 мг.
Существенным недостатком чины посевной является содержащаяся в ней оксалилдиаминопропионовая кислота, которая считается причиной латиризма — нейродегенеративного заболевания. Эти заболевания были распространены в Европе, Северной Африке и Южной Азии во времена голода, когда семена чины были основным источником питательных веществ в течение долгого периода. В настоящее время латиризм до сих пор широко распространён в Эритрее, Эфиопии и Афганистане. Ведутся селекционные работы по уменьшению содержания β-оксалиламиноаланина в семенах чины. Следует подчеркнуть, что только постоянное употребление бобовых в больших количествах может нанести вред здоровью, в малых же количествах они вполне безопасны.

## Распространение и экология
Родиной чины посевной считаются Средиземноморье и страны Юго-Западной Азии. Выращивалась древними греками и римлянами, была известна в Египте и Индии. Ещё в XIII веке писали, что чина любит жирную, известковую землю и что её хорошо поедает скот; люди добавляли её в пироги и хлеб.
В Российской империи первые упоминания о чине относятся к 1883 году. В СССР выращивалась в Азербайджане, Грузии и других Среднеазиатских республиках; в европейской части — на Украине, в Рязанской, Тамбовской, Пензенской, Саратовской областях и на других территориях.
В настоящее время наиболее распространена в Индии, Египте, Алжире и странах Западной Европы.

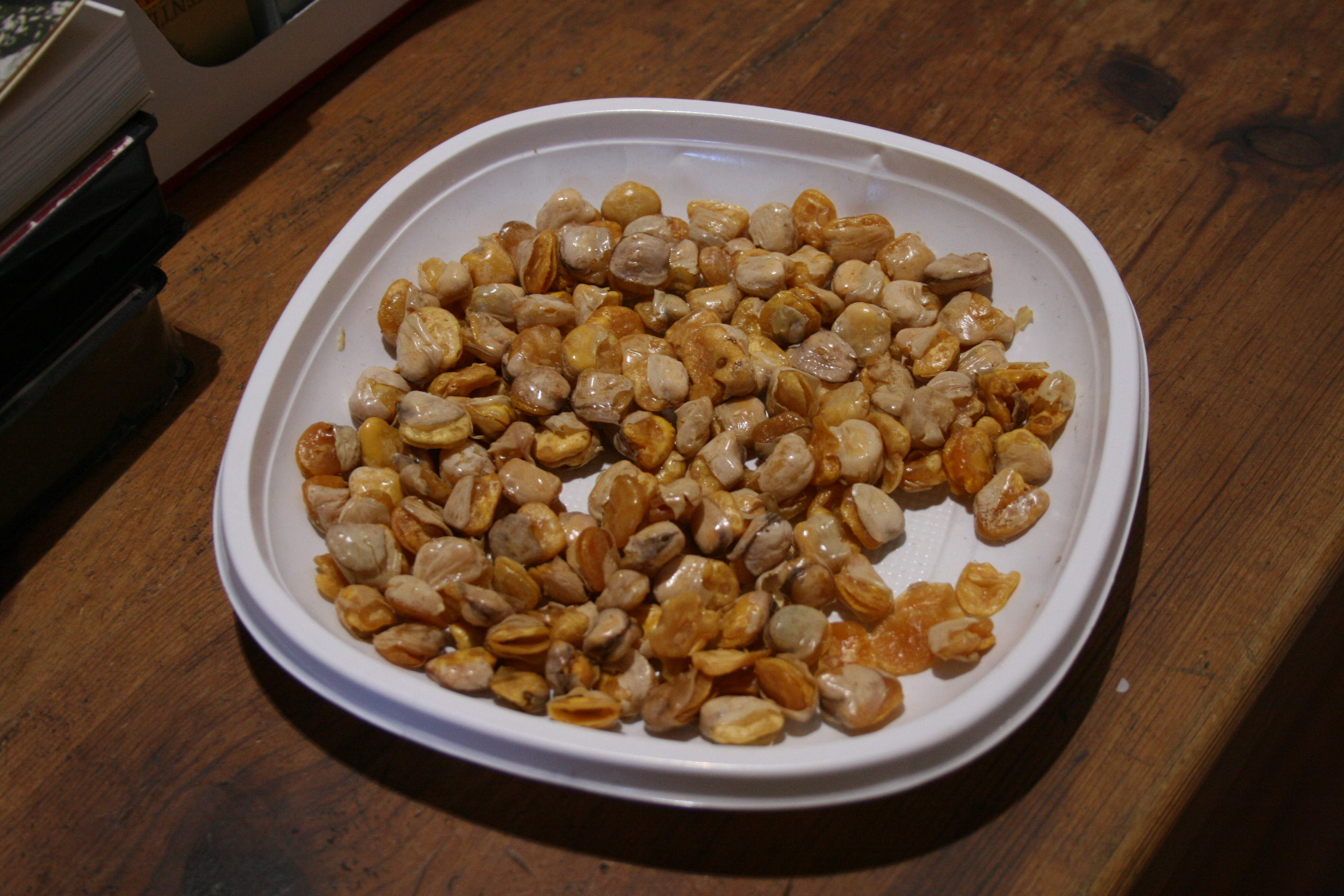
Приготовленные семена чины посевной

К почвам не требовательно. Для посевов не пригодны кислые, солонцеватые, переувлажненные и заболоченные почвы. Растение засухоустойчиво. В период цветения и созревания потребность во влаге увеличивается. В условиях хорошего увлажнения даёт второй укос зелёной массы.
Всхожесть семян сохраняется до 10 лет. Семеня прорастают при температуре почвы 2—3 °С. Всходы выдерживают заморозки до −10 °С. В фазе цветения повышается требование растения к теплу и может повреждаться уже при небольшом заморозке −1 °С.
Перекрестно-опыляемое и самоопыляемое растение. Прибавка урожая от перекрестного опыления составляет около 62 %. Главные опылитель — медоносные пчёлы. Они составляют свыше 95 % насекомых, посещающих её цветки. Пчелоопыление — важный агротехнический прием возделывания чины, позволяющий значительно увеличить урожай зерна этой ценной зернобобовой культуры.

## Кормовое значение
В зелёном виде хорошо поедается коровами и свиньями. Кормление чиной посевной коров увеличивает у них удои молока. Сено хорошо поедается крупным рогатым скотом и овцами, лошадьми неохотно. Семена хорошо поедаются овцами, крупным рогатым скотом, свиньями. Могут скармливаться в качестве концентрированных кормов. Есть данные, что семена могут вызывать латиризм у лошадей.
| От абсолютного сухого вещества в % | От абсолютного сухого вещества в % | От абсолютного сухого вещества в % | От абсолютного сухого вещества в % | От абсолютного сухого вещества в % |
| золы                               | протеина                           | жира                               | клетчатки                          | БЭВ                                |
| ---------------------------------- | ---------------------------------- | ---------------------------------- | ---------------------------------- | ---------------------------------- |
| 3,6                                | 32,0                               | 0,9                                | 6,7                                | 56,8                               |
| 3,4                                | 36,6                               | 0,8                                | 4,8                                | 54,4                               |

По содержанию питательных веществ не уступает гороху посевному (Pisum sativum) и вике яровой (Vicia sativa). На 100 кг зерна приходится 108 кормовых единиц и 20,5 кг переваримого протеина. В протеине зерна содержится 20,4 г/кг лизина. В 100 кг сена содержится 10,4 кг переваримого протеина.

## Значение и применение

### В кулинарии
Чина посевная используется в основном как техническая, кормовая и продовольственная культура. В кулинарии используется при готовке каш, супов и хлеба. Входит в состав, например, некоторых испанских блюд, таких как gachas manchegas или gachas de almorta.
Недостатками чины считаются содержание в ней вышеупомянутой оксалилдиаминопропионовой кислоты, а также фитиновой кислоты и худшие относительно многих других бобовых вкусовые качества.

### В медицине
Водный настой травы рекомендуется как отхаркивающее средство при хронических бронхитах, абсцессах лёгкого, воспаления лёгких. Спиртовая настойка из семян применяется в гомеопатии.

### Медонос
Нектароносное растение: суточное количество нектара у одного цветка составляет 0,20—1,35 мг (среднесуточное 0,5 мг) с содержанием сахаров от 35 до 65 %. Примерная мёдопродуктивность посевов при сравнительно малом числе растений (130 тыс./га) превышает 42 кг/га. По другим данным до 20 кг/га. При рядом растущем горохе (Pisum), фацелии (Phacelia) и горчице (Sinapis) пчёлы предпочитали работать на чине посевной. При совместном посеве чины с горчицей на цветках чины было особенно мало пчёл, и они находились на них по 3—4 секунд, а на цветках чины в чистом посеве задерживались по 5—6 секунд. Закрытый тип цветения позволяет находиться цветкам в благоприятных условиях: даже самые верхние цветки располагаются в травостое, где легче работать пчелам потому что меньше дует ветер. Закрытие цветков на ночь в дождливую погоду предохраняет вымывание и испарение нектара.

## Таксономия
Lathyrus sativus L., Species Plantarum 2: 730. 1753.

### Синонимы
- Cicercula alba Medik., 1787
- Cicercula caerulea Medik., 1787
- Cicercula sativa (L.) Medik., 1789
- Cicercula alata Moench, 1794
- Orobus bimarginatus Stokes, 1812
- Lathyrus azureus Dean, 1882
- Pisum lathyrus E.H.L.Krause, 1901
- Lathyrus sativus subsp. asiaticus Zalkind
- Lathyrus asiaticus (Zalkind) Kudr., 1955
- Lathyrus sativus subsp. albus Smekalova, 1991
- Lathyrus sativus f. azureus Smekalova, 1991
- Lathyrus sativus f. biflorus Smekalova, 1991
- Lathyrus sativus f. chlorospermus Smekalova, 1991
- Lathyrus sativus var. comitans Smekalova, 1991
- Lathyrus sativus var. depressus Smekalova, 1991
- Lathyrus sativus var. orbiculatus Smekalova, 1991
- Lathyrus sativus var. parviflorus Smekalova, 1991
- Lathyrus sativus var. pisiformis Smekalova, 1991
- Lathyrus sativus var. platyspermus Smekalova, 1991
- Lathyrus sativus var. pulchrus Smekalova, 1991
- Lathyrus sativus var. variegatus Smekalova, 1991
- Lathyrus sativus var. violascens Smekalova, 1991